# Boszniacy

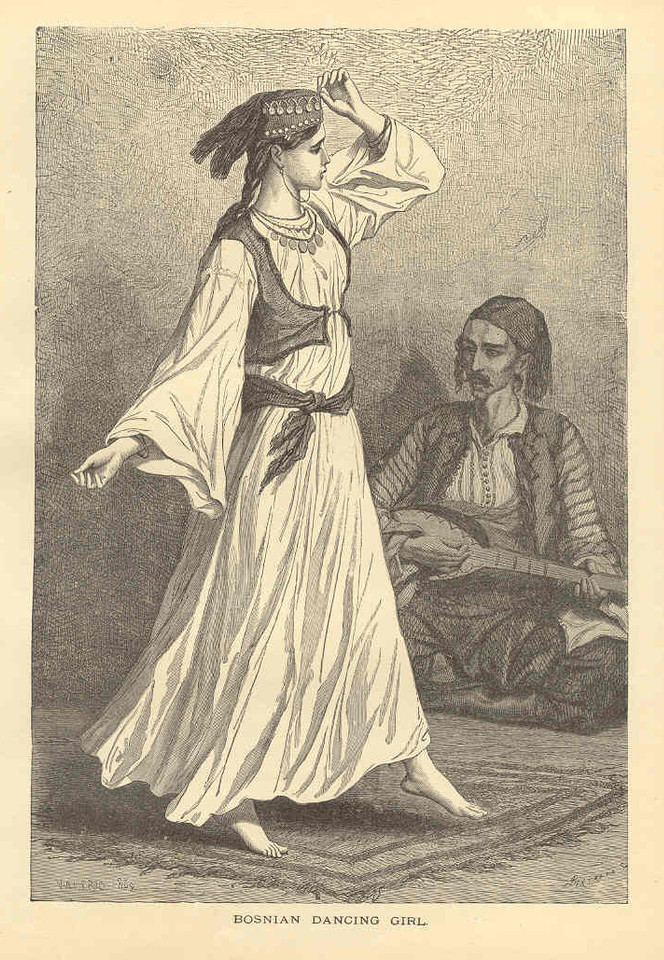
Boszniaczka tańcząca do muzyki granej na tradycyjnej bałkańskiej tamburze

Boszniacy (bośn. Bošnjaci) – społeczność południowosłowiańska, największa z trzech konstytutywnych grup etnicznych w Bośni i Hercegowinie (obok Serbów bośniackich i Chorwatów bośniackich), posługująca się językiem bośniackim i w znacznej mierze deklarująca przynależność do islamu oraz uznająca Bośnię i Hercegowinę za swoją ojczyznę. Liczebność Boszniaków szacuje się na około 4 miliony, z czego wielu żyje w Bośni, a największe populacje boszniackiej diaspory występują w Turcji, Stanach Zjednoczonych, Niemczech, Austrii oraz na pograniczu Serbii i Czarnogóry – w regionie Sandżak. Pojęcie Boszniacy często odnosi się (na skutek funkcjonującego do momentu rozpadu Jugosławii określenia muzułmanie z narodowości) do bośniackich muzułmanów.

Złota lilia w zielonym polu, symbol Boszniaków

Według oficjalnych danych ze spisu powszechnego przeprowadzonego w 2013 roku, Boszniacy stanowili wówczas 50,1% ludności Bośni i Hercegowiny (1,7 mln), niemal wszyscy zadeklarowali przynależność do religii muzułmańskiej. Według badania przeprowadzonego przez Pew Research Center w 2017 roku bośniaccy muzułmanie stanowili 52%.
Boszniacy mają etniczny słowiański rodowód wspólny z Serbami i Chorwatami oraz Czarnogórcami, natomiast różnią się religią – przechodzili na islam po podbiciu Bałkanów przez Imperium Osmańskie. Przyczyny przechodzenia na islam były różnorodne, społeczno-ekonomiczne (zwolnienie z płacenia podatku od „niewiernych” – dżizja – i możliwość nabywania ziemi), ale również religijne (m.in. związane z bogomilizmem), później także kulturowo-polityczne. Zachowali ludową kulturę słowiańską, nasycając ją kolorytem orientalnym, co dało w rezultacie oryginalny konglomerat kulturowy, z doskonale zachowanymi archaicznymi formami kultury materialnej i duchowej, zwłaszcza literatury ustnej (ludowe pieśni epickie i liryczne, bogata proza). Orientalną specyfikę boszniackiego zderzenia kultury muzułmańskiej i chrześcijańskiej przejęła regionalna literatura pisana, także współczesna (Ivo Andrić, Meša Selimović).